# Lincoln Younes

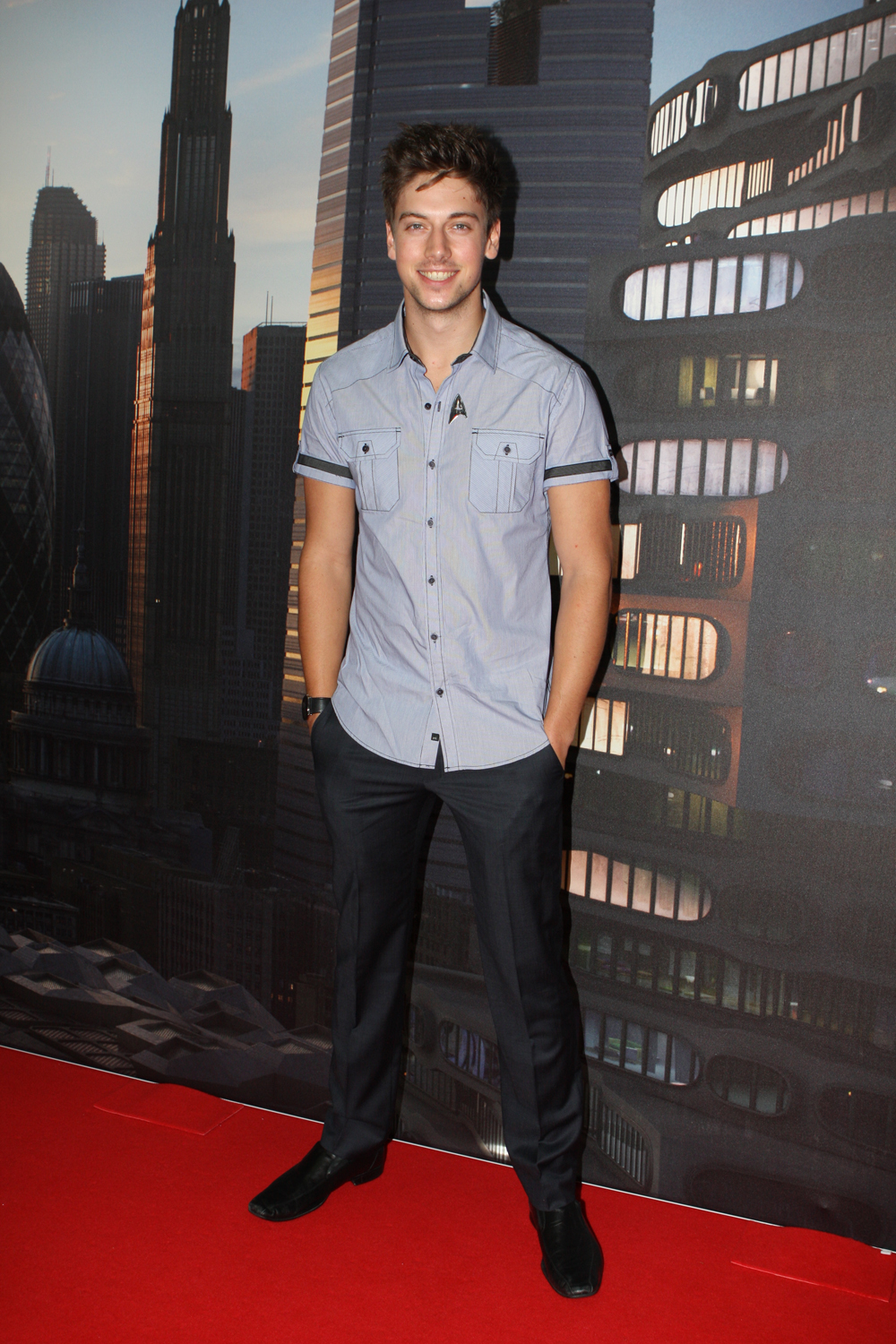
Lincoln Younes auf der Premiere zum Film Star Trek Into Darkness im April 2013 in Sydney

Lincoln Younes (* 31. Januar 1992 in Canberra) ist ein australischer Schauspieler.

## Leben
Lincoln Younes wurde im Januar 1992 in Canberra geboren und wuchs dort auf. Er wollte ursprünglich Fußballer werden, entschied sich jedoch dagegen und wurde stattdessen Schauspieler. Er wollte nach London ziehen, um Schauspiel zu studieren, musste dies jedoch abbrechen, als er eine Rolle als Romeo Kovac in der Fernsehserie Tangle bekam. Diese Serie endete jedoch 2012 nach der dritten Staffel. Der Durchbruch gelangte ihm mit der Rolle des Casey Braxton in der Seifenoper Home and Away, in der er von Februar 2011 bis September 2014 zu sehen war.
Eine Hauptrolle ergatterte Younes in der ABC-Dramaserie Grand Hotel, die auf der gleichnamigen spanischen Fernsehserie basiert. In dieser spielte er 2019 die Rolle des Danny Garibaldi. In der Dramaserie After the Trial (Nach dem Prozess), spielte er 2022 ebenfalls eine der Hauptrollen. Als Ollie stellte er einen der vier Geschworenen in dem Mordprozess dar, der den Ausgangspunkt der Serie bildet.

## Filmografie
- 2009: City Homicide (Fernsehserie, Episode 3x04)
- 2009–2012: Tangle (Fernsehserie, 22 Episoden)
- 2010: The Wedding Party
- 2011–2014: Home and Away (Seifenoper)
- 2015–2016: Love Child (Fernsehserie, 17 Episoden)
- 2015: Hiding (Mini-Serie)
- 2019: Grand Hotel (Fernsehserie, 13 Episoden)
- 2021: The Heart Guy (Doctor Doctor, Fernsehserie, 5 Episoden)
- 2022: After the Trial (Fernsehserie, 6 Episoden)